# 王哥庄街道
王哥庄街道，是中国山东省青岛市崂山区下辖的一个街道。

## 行政区划
下辖以下地区：
大桥社区、西台社区、东台社区、秦家土寨社区、江家土寨社区、浦里社区、会场社区、王山口社区、荷花社区、张家河社区、唐家庄社区、庙石社区、何家社区、高家社区、梁家社区、常家社区、囤山社区、黄泥崖社区、解家河社区、西山社区、姜家村社区、桑园社区、王哥庄社区、港西社区、港东社区、峰山西社区、晓望社区、曲家庄社区、雕龙嘴社区、返岭社区、长岭社区、黄山社区、黄山口社区和青山社区。

## 中国传统村落
2012年，青山渔村被评为首批“中国传统村落”。